# Mariann Fischer Boel
Marian Fischer Boel (Åsum, 15 de abril de 1943) es una política danesa. Comisaria Europea de Agricultura y Desarrollo Rural en la Comisión Barroso, brazo ejecutivo de la Unión Europea entre 2004 y 2009.
Como miembro del partido Venstre, había sido previamente Ministra de Agricultura y Alimentación entre 2001 y 2004, en el gobierno de Anders Fogh Rasmussen.